# Mrežne topologije
Mrežne topologije su načini, vrste i strukture povezivanja računarskih mrežnih elemenata u razne topološke mape. Ono što su u topologiji grane, u računarskoj topologiji su komunikacioni kanali, odnosno uglavnom se odnosi na veze, ožičenje, mada se može odnositi i na logičke veze. Topološki čvorovi su čvorovi računarske topologije, kao npr. čvorovi lokalne računarske mreže.
Topologija je u određenoj mjeri povezana sa vrstom kablova koji se koriste i predstavlja određeni model. Uglavnom, to su optički ili bakarni kablovi, a među bakarnima koaksijalni ili kablovi sa upredenim paricama. Takođe, topologija je povezana i sa mrežnom arhitekturom. U mnogim slučajevima mreže su hibrid različitih topologija.

## Topologija magistrale
Magistrala ili sabirnica je glavni vod koji predstavlja kičmu mreže i duž koga su povezani računari u određenim razmacima. Magistrala je jedinstveni komunikacioni kanal kojim se obavlja saobraćaj i zajednički je svim čvorovima. Ova topologija se smatra pasivnom jer računari povezani na magistralu samo osluškuju šta se dešava na njoj. Kad posredstvom mrežne kartice primjete da su podaci na magistrali upućeni njima, prihvataju ih. Kad je računar spreman za predaju podataka, on se prvo uvjeri da ni jedan računar ne šalje podatke na magistralu, pa tek onda šalje svoje podatke u paketu informacija. Kod ovog tipa topologije najčešće se koriste kablovi sa T-konektorom.
Iako se može upotrijebiti veliki broj vrsta kablova u lokalnim mrežama, bakarni koaksijalni kabl (tanki i debeli) je standard. Najveći broj mrežnih kartica je ranije imao ovakav priključak. Ovaj model topologije ima veliki nedostatak da se usled prekida na kablu prekida saobraćaj u cijeloj mreži. Pored toga labavi konektor, kratak spoj ili odvrnuti terminator dovodi do prekida. Još jedan čest problem je da se logički kvar neke kartice koja počinje da se ponaša kao da stalno emituje podatke ogleda u tome da se cijela mreža blokira i čeka da se pokvarena kartica isključi. Ovakvi problemi su izazvali da ova topologija izgubi popularnost u praksi.

## Topologija zvijezde
U topologiji zvijezde mrežni računari su povezani sa centralnim uređajem za povezivanje. Svaki računar je povezan posebnim kablom na priključak razvodnika. Mreže sa ovim modelom topologije koriste istu tehniku za pristup i slanje podataka kao i u topologiji magistrale.
Ovakve mreže se lako proširuju zbog toga što je svaki računar na mrežni razvodnik prikopčan posebnim kablom. Jedino ograničenje kad je u pitanju broj priključka je broj priključaka na razvodniku, mada se i sami razvodnici mogu prikopčati u oblik zvijezde. Nedostaci ove mreže vide se u potrebnim kablovima koji su potrebni za svaki računar u mreži. Kupovina dodatnih razvodnika takođe dodatno povećava troškove postavljanja mreže ove topologije. Proširivanje mreže vrši se neometano po druge korisnike mreže. Takođe, ako jedan računar otkaže, ostali računari bez obzira na to, nastavljaju da komuniciraju među sobom. Najosjetljivija tačka ove topologije je centralni razvodnik.

## Topologija prstena
Topologija u kojoj su računari povezani provodnicima jedan za drugim, i čine fizički krug naziva se topologija prstena. Informacije putuju provodnicima u jednom smijeru. Računari na mreži reemituju pakete, odnosno primaju pakete, a zatim ih šalju sledećem računaru u mreži. 
Ova topologija se smatra aktivnom zato što računari u mreži šalju „žeton“ (token) duž prstena. Token je posebna vrsta podataka. Ako neki računar u mreži hoće da pošalje podatke, mora sačekati da na njega dođe red (da do njega dođe token), i da ih onda tek pošalje. Na ovaj način radi IBM-ova mrežna arhitektura Token Ring.
Otkrivanje kvarova na ovoj mreži je otežano jer otkaz jednog računara prekida protok podataka u cijeloj mreži. Takođe, dodavanje ili uklanjanje jednog računara prekida rad cijele mreže. Ova topologija je dosta skupa i može se naći samo u velikim preduzećima.
Jedna varijacija ove topologije, se koristi u optičkim mrežama, kada se koriste dvostruke veze, dvostruki prsten. Ovo omogućava da se čak i u slučaju prekida može pronaći alternativni put i očuvati funkcionisanje mreže.

## Topologija stabla
Topologija stabla se koristi pri isporučivanju usluga kablovske televizije.
Prednost se ogleda u tome što je mrežu lako proširiti jednostavnim dodavanjem još jedne grane, pa je tako izolovanje grešaka relativno lako. 
Nedostaci su ti što ako koren postane neispravan, cijela mreža postane neispravna. Ako bilo koja razvodna kutija postane neispravna, sve grane sa te razvodne kutije postaju neispravne. Pristup postaje problem ako cijelo uređenje postane suviše veliko.

## Mrežasta topologija
Mrežasta topologija je posebna vrsta veze od tačke do tačke u kojoj postoje najmanje dve direktne putanje do svake tačke. Stroža definicija mrežaste topologije zahtijeva da svaki čvor bude direktno povezan sa svim ostalim čvorovima.

## Spoljašnje veze
- Vodič za mrežne topologije na internetu
- Istraživanje mrežnih topologija Spisak tehnologija rasprostranjenih u akademskim istraživačkim mrežama